# Japans Grand Prix 2008
Japans Grand Prix 2008 var det sextonde av 18 lopp ingående i formel 1-VM 2008. 

## Rapport
VM-ledaren Lewis Hamilton i McLaren startade från pole position före Kimi Räikkönen i Ferrari. 
I andra ledet stod Heikki Kovalainen i McLaren och Fernando Alonso i Renault. 
Därefter följde Felipe Massa i Ferrari, Robert Kubica i BMW, Jarno Trulli i Toyota och hans stallkollega Timo Glock. 
I femte startledet stod Sebastian Vettel och Sébastien Bourdais, båda i Toro Rosso.
Starten blev händelserik. Räikkönen tog starten men blev snabbt upphunnen av Hamilton, som dock under duellen tvingade honom av banan. Kubica och Alonso passade då på att ta täten. Strax efter genade Massa över en chican och körde på Hamilton, som snurrade och fick gå i depå. Hamilton och Massa fick senare var sitt drive-through-straff för sina vårdslösa manövrar. Alonso övertog ledningen före Kubica och Räikkönen. Alonso drog ifrån och tog sin andra raka seger. Kampen om de andra pallplatserna stod sedan mellan Kubica och Räikkönen och mot slutet även Nelsinho Piquet i Renault. Massa kom sjua och tog två poäng medan Hamilton blev utan.

## Resultat
1. Fernando Alonso, Renault, 10 poäng
2. Robert Kubica, BMW, 8
3. Kimi Räikkönen, Ferrari, 6
4. Nelsinho Piquet, Renault, 5
5. Jarno Trulli, Toyota, 4
6. Sebastian Vettel, Toro Rosso-Ferrari, 3
7. Felipe Massa, Ferrari, 2
8. Mark Webber, Red Bull-Renault, 1
9. Nick Heidfeld, BMW
10. Sébastien Bourdais, Toro Rosso-Ferrari
11. Nico Rosberg, Williams-Toyota
12. Lewis Hamilton, McLaren-Mercedes
13. Rubens Barrichello, Honda
14. Jenson Button, Honda
15. Kazuki Nakajima, Williams-Toyota

### Förare som bröt loppet
- Giancarlo Fisichella, Force India-Ferrari (varv 21, växellåda)
- Heikki Kovalainen, McLaren-Mercedes (16, motor)
- Adrian Sutil, Force India-Ferrari (8, punktering)
- Timo Glock, Toyota (6, olycksskada)
- David Coulthard, Red Bull-Renault (0, olycka)